# ドクターからの招待状
「ドクターからの招待状」（ドクターからのしょうたいじょう、原題: The Impossible Astronaut）は、イギリスのSFドラマ『ドクター・フー』の第6シリーズ第1話。番組製作総指揮のスティーヴン・モファットが脚本を、トビー・ヘインズが監督を担当した。2011年4月23日にイギリスでは BBC One、アメリカ合衆国ではBBCアメリカ、カナダではスペースで初放送され、オーストラリアでは2011年4月30日にABC1で放送された。イギリスで4月30日に放送された後編「静かなる侵略者」との二部作である。
本作では11代目ドクター（演:マット・スミス）とエイミー・ポンド（演:カレン・ギラン）、ローリー・ウィリアムズ（演:アーサー・ダーヴィル）および考古学者リヴァー・ソング（演:アレックス・キングストン）が200年後のドクターに召集される。未来のドクターは過去のドクターを除く3人の前で謎の宇宙飛行士に殺害され、未来のドクターとその場に居合わせたカントン・デラウェア3世（演:マーク・A・シェパード、ウィリアム・モーガン・シェパード）の告げたヒントを頼りに、過去のドクターを連れて1969年のアメリカ合衆国へ向かう。そこで彼らは宇宙服の中に捕らわれ怯えた少女（演:シドニー・ウェイド）を発見すると共に、見ていなければ彼らに関する記憶を失ってしまう地球外生命体サイレンスへの対処を迫られる。
サイレンスは嘆きの天使など恐怖を演出する過去のエイリアンに匹敵するように製作された。本作は主にアメリカ合衆国ユタ州のローンロックのあるロケ地で撮影されており、これは『ドクター・フー』の主要撮影がアメリカで行われた最初の例となった。イギリスにおける本作の視聴者数は886万人で、一般に批評家からは肯定的なレビューを受け、Appreciation Index も88を記録した。本作は2011年4月19日に悪性腫瘍で死去した、先のコンパニオンであるサラ・ジェーン・スミス役を演じたエリザベス・スレイデンに捧げられた。

## プロット

### 前日譚
2011年3月22日に、本作の前日譚となる短編映像が番組のWebサイト上で公開された。リチャード・ニクソンは少女からの電話を取り、宇宙人から電話番号を聞いたというその少女と話をする。少女は彼に後ろを向くよう懇願するが、ニクソンはそれを無視して電話番号の入手経路を問い詰める。怪物の話をする彼女に対してニクソンが執務室に怪物はいないと返答すると通話は切れ、彼の横にはサイレンスの立っている姿が描写される。

### 連続性
ターディスは2代目ドクターの The Invasion で視覚安定機を損傷して不可視化したことがある。カントンが初めてターディスをお律時にドクターが "Brave heart, Canton." と話しかけるが、これは5代目ドクターと彼のコンパニオンであったティーガン・ジョヴァンカとの間でよく行われたやり取りを反映している。エイミーが過去のドクターに信じるよう頼む時、彼は何か大切な物にかけて誓えるかと彼女に問う。彼女は思考を巡らせた後、笑って "Fish fingers and custard." と告げる。これはエイミーが幼少期に初めてドクターと出会った「11番目の時間」の出来事に由来している。

## 製作

### 脚本

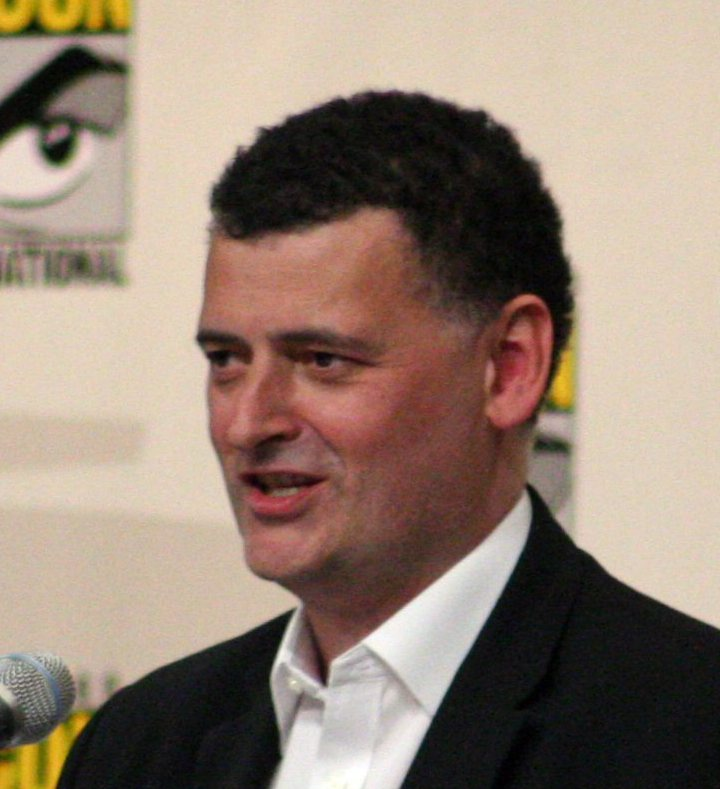
番組製作総指揮兼本作の脚本家スティーヴン・モファットは、恐怖を追求した過去のエイリアンにも匹敵するサイレンスを作った。

本作は2010年より番組の総責任者を継いだスティーヴン・モファットが執筆した。彼はプロットにより強い引力と広い視野で始まる二部作を以て2011年のシーズンを始めようとし、その開幕の二部作を第6シリーズで最もダークな作品の1つにすることを望んだ。二部作でシリーズが開始するのは6代目ドクターの Attack of the Cybermen（1985年）以来であった。
「ドクターからの招待状」に続けて放送された『Doctor Who Confidential』のエピソードでは、本作はシリーズでより暗いエピソードの1つではあるが、同じだけのユーモアも維持されているとモファットは述べた。ドクターの死はシリーズの最後であるかのように感じるプロデューサーもいたが、実際にはここからがシリーズの幕開けであった。タイムロードが無敵の存在ではなく、再生前に殺されると死ぬこともある、ということをモファットは未来のドクターの死を書いている際に視聴者に知らせたかった。本作の敵であるサイレンスを製作する際には、彼は恐怖を題材にした過去のモンスターに挑める存在を作ろうとした。彼はサイレンスが遥かに大きな計画だと感じた。サイレンスのデザインは部分的にエドヴァルド・ムンクの絵画『叫び』にインスパイアされた。

### キャスティング
2010年10月、『GALACTICA/ギャラクティカ』や『ファイヤーフライ 宇宙大戦争』および『スーパーナチュラル』や『ウェアハウス13 〜秘密の倉庫 事件ファイル〜』といった過去の他のSFシリーズに出演していたマーク・A・シェパードが『ドクター・フー』にゲスト出演することが発表された。彼はカントンを演じることについて「夢の仕事だ」と述べ、モファットのもう一つの作品『SHERLOCK』にも出演したいと発言した。シェパードはイングランド人俳優であるが、イギリス製のテレビ番組に出演するのは「ドクターからの招待状」が初めてであった。老いたカントン役は特殊メイクを施したシェパードが演じる予定であったが、シェパードはそうでなく父ウィリアム・モーガン・シェパードが役を演じることを提案し、製作チームもそれを受け入れた。
リチャード・ニクソン役には以前にドワイト・D・アイゼンハワーなどアメリカ大刀力役を演じてきたアメリカ人俳優のスチュアート・ミリガンが起用され、彼はエキサイティングだと述べた。ミリガンの頬と鼻と耳には装身具が施され、可能な限りニクソンに近づけられた。また、彼はニクソンの話し方を練習したが、偽の歯を装着していたため再現は難しいと最終的に判断した。ミリガンは以前に10代目ドクターのアニメスペシャル Dreamland にスターク大佐の声で出演していた。本作でカール役を演じたチュク・イウジは7代目ドクターのオーディオドラマ A Thousand Tiny Wings でジョシュア・センベケ役を演じていた。

### 撮影と効果

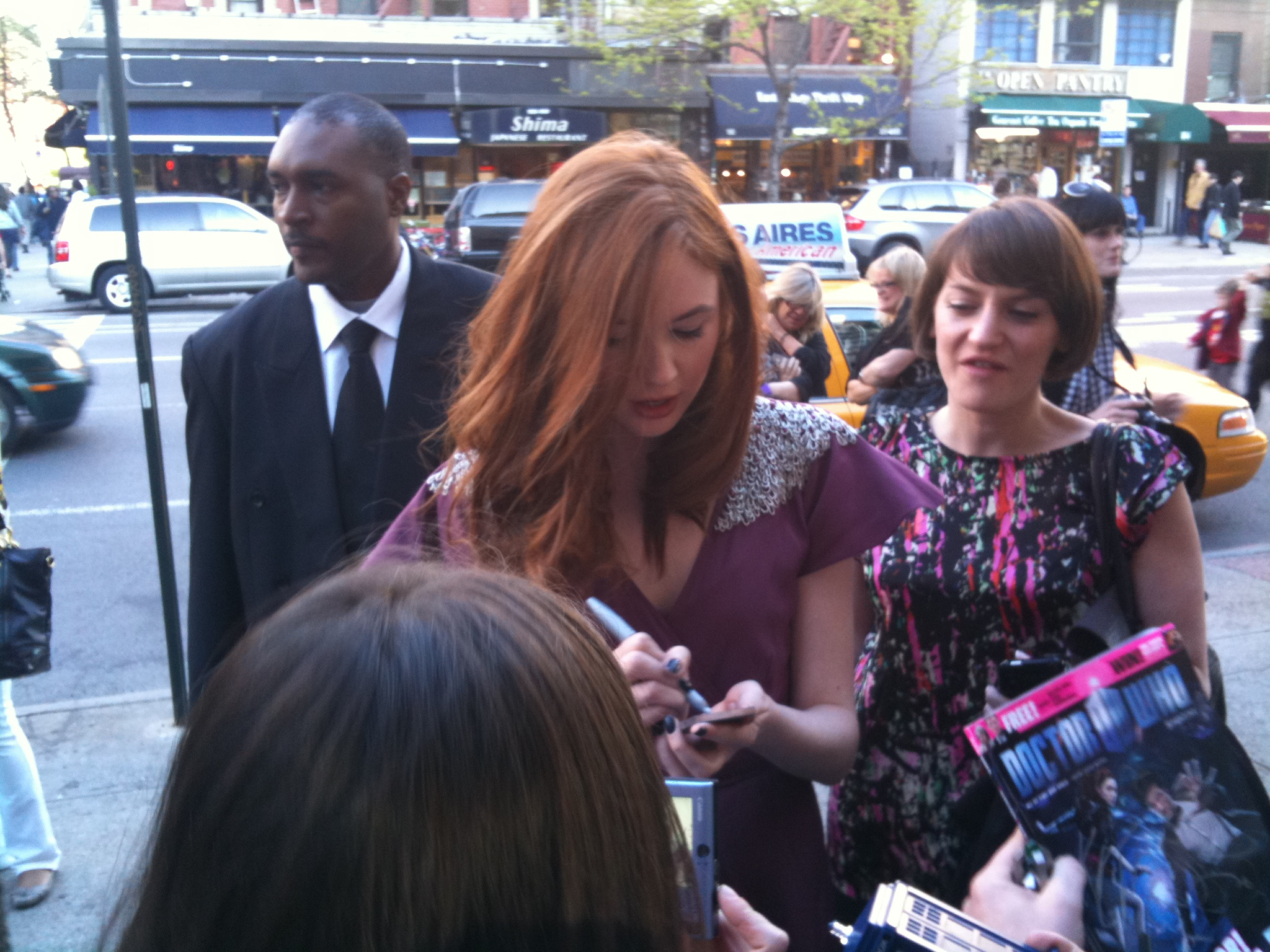
カレン・ギランは、未来のドクターの死のシーンを撮影する間に本当に動揺していたと報じられている。

アメリカが制作した1996年のテレビ映画版『ドクター・フー』はカナダで撮影され、「ダーレク・イン・マンハッタン」のニューヨークや自由の女神像は現地で撮影されていたもののエピソードのキャストは全員イギリス国内で撮影していたことから、「ドクターからの招待状」と「静かなる侵略者」は主要撮影がアメリカで行われた初めての『ドクター・フー』のエピソードとなった。撮影はユタ州で行われた。監督トビー・ヘインズは、視聴者に舞台が分かるようにロケ地のオープニングショットを壮観なものにしようとした。道路のシーンは U.S. Route 163 で撮影された。製作チームはステットソン帽や1950年代の車 Edsel Villager および黄色のスクールバスといったアメリカの消長を可能な限り画面に収めようとしたが、モファットはリヴァー・ソングを登場させて彼女に印象的な登場シーンを与えようとした。ヘインズはアレックス・キングストンにカメラアングルから太陽光を遮蔽させ、彼女の持つリボルバーから煙を立たせた。ピクニックや未来のドクターの死を含むシーンはパウエル湖で撮影された。未来のドクターを殺害した人物が着ていた宇宙服は、アポロ計画の宇宙服の偽造したレプリカであった。死のシーンの撮影において、カレン・ギランが本当にうろたえていて心の中で演技していたことに製作チームは気が付いた。ドクターのバイキング式の葬式を撮影する際、ヘインズは日没の間にシーンを撮影したいと考えた。しかし、太陽は砂漠の向こうに沈んでしまい、このシーンは水面から太陽が昇ってくる際に撮影された。
ドクターとコンパニオンたちが再会したアメリカ式のダイナーのシーンは、実際にはカーディフ湾でロケが行われた。リヴァーによるドクターへのビンタのシーンでは偽の演技をするのが難しかったため、本当にキングストンがマット・スミスを何度も叩いていた。何度も何度も叩かれるうちにスミスの頬が赤くなってストレスを溜めていたことを、数テイクの後にキングストンは思い出した。大統領執務室はサウスウェールズの Upper Boat Studios にセットを組み立てて撮影された。製作チームは実際の執務室の写真や図面にアクセスしていたため、詳細にその複製をすることができた。セットを組み立てにおいてのメインの問題は漆喰であった。製作チームは壁の一つを普通の部屋用に漆喰塗装してしまったが、大統領執務室は丸いため、セット全体を塗装しなくてはならなくなった。ドクターが登場していたローレル&ハーディの映画『The Flying Deuces』のシーンは、グリーンスクリーンの前でスミスが踊ることにより撮影された。
撮影に使用されたカーディフ湾のダイナー Eddie's Diner では、過去のドクターがターディスを停泊していた場所を再現し、実際に扉にターディスの模様が描かれている。

## 放送と反応

### 放送前の漏洩
本作は放送前に「静かなる侵略者」と共に、数多くのファンが出席した試写会で上映された。製作チームは如何なるネタバレも持ち出さないように依頼したが、ファンの1人がインターネット上のフォーラムに2エピソードのプロット全てを公開してしまった。このニュースはモファットの怒りを買った。BBC Radio 5 Live の記者会見にて、モファットは本作のエピソードが驚きを核としている旨を述べ、予想しない展開が如何に視聴者の心に焼き付くかを力説した。そしてそれを否定することはヴァンダリズムであると批判し、インターネット上に公開した"馬鹿"が二度と自身の番組を視聴しないことを願った。ただし、『ドクター・フー』のファンの多数派はネタバレをオンラインで公開しない人間である、と彼は付け加えた。

### 放送と評価

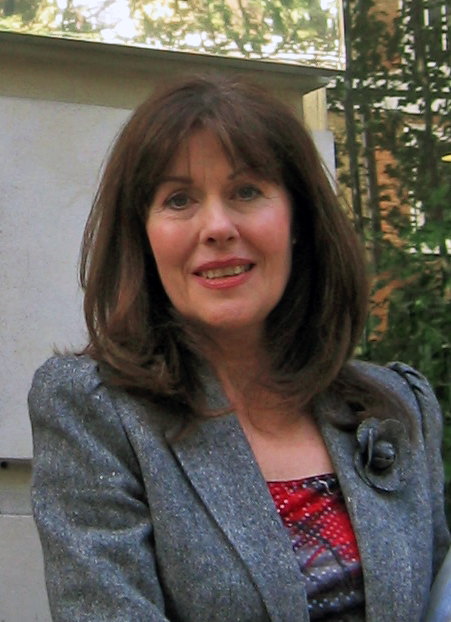
本作は以前『ドクター・フー』に出演していた、悪性腫瘍で死去した女優エリザベス・スレイデンのキャプションと共に始まる。

イギリスでは「ドクターからの招待状」は2011年4月23日午後6時に BBC One　で初放送された。放送は2011年4月19日に悪性腫瘍で死去した女優エリザベス・スレイデンへのキャプションと共に始まった。スレイデンはコンパニオンのサラ・ジェーン・スミスとして『ドクター・フー』およびそのスピンオフシリーズ The Sarah Jane Adventures に出演していた。「ドクターからの招待状」の当夜の視聴者数の速報値は652万人に達し、最終合計値は886万人、番組視聴占拠率は43.2%を記録した。これにより、本作はITV1の『ブリテンズ・ゴット・タレント』に次いでその日2番目に高い記録を持つ番組となった。4月24日に終わる週では、BBC One の番組で3番目に多く視聴された。BBC iPlayer では本放送から2日以内にさらに30万回視聴された。Appreciation Index は88を記録した。
アメリカ合衆国ではBBCアメリカにてイギリスと同日放送がなされ、カナダでもスペースにて同日に放送された。BBCアメリカでの「ドクターからの招待状」の視聴者数は130万人で、チャンネル史上最高記録を樹立した。これは「11番目の時間」を7万1000人上回った。Live + 7 day DVR での視聴者数を加算すると、180万人に達した。カナダでの視聴者数は53万8000人で、スペースにおける『ドクター・フー』史上最高記録、そして2011年の放送で最高記録を樹立した。オーストラリアではABC1で2011年4月30日に放送され、五大都市で86万人の視聴者を獲得し、2010年のボクシング・デーの「クリスマス・キャロル」に匹敵する記録を残した。日本では2016年4月3日午前1時から他の第6シリーズのエピソードに先行して「ドクターからの招待状」の字幕版がAXNミステリーで初放送され、同年8月に開始されたレギュラー放送では8月4日午後10時から同チャンネルで放送された。なお、同日午後11時5分からは続けて次話「静かなる侵略者」が放送された。
視聴者測定サービスの Kantar Media は、「ドクターからの招待状」が史上最も録画されたテレビイベントであると報じた。BARBの解析データでは411万人が放送の週に録画及び視聴をしていることが明らかにされ、これは本作の全視聴者の46%に達した。4月にはiPlayerにトータル138万件のリクエストが寄せられ、「ドクターからの招待状」は4月の1位に躍り出た。

### 批評家の反応
本作は一般にテレビ評論家から肯定的にレビューされた。ガーディアン紙のダン・マーティンは本作に肯定的な反応をし、キャストの演技が第5シリーズから向上したと確信した。彼は「スティーヴン・モファットはルールを放棄して『ドクター・フー』を、言わば、彼の人生全体を反映するように描写した。ドクターを殺すことで緻密に計画されたシリーズの形が残されたまま、登場人物の誰もが死なない保証がなくなるほど基準が上昇し、エイミーとローリーとリヴァーが酷いジレンマに直面する様子が見られる」と主張した。また、彼は「エイミーの痺れるようなホラーは、シーズンフィナーレに向けて序盤から激しさを増してゆく」と述べ、「それから大統領執務室の風俗喜劇に切り替わる」「そしてゴシックホラーに形を変え、最終的に視聴者を映画的クリフハンガーで地面に投げ落とす」と高評価した。彼は舞台をアメリカにしたことや、そこを"エキセントリックなイギリスの四人組がうろついている"ことにも肯定的で、これによりシリーズのゲーム性が高まったと確信した。サイレンスについては、「モファットの心理テクニックの定番だが、これまでで最も洗練されていた」と論評した。後に彼は「ドクター最後の日」を除く第6シリーズにおいて本作を2番目に優れたエピソードに位置付けた。
デジタル・スパイのモーガン・ジェフェリーは本作を「第6シリーズの素晴らしい幕開け」であると呼び、「『ドクター・フー』のチームのアメリカでのロケは確かに成果を上げており、2005年やまして1963年には達成できると予想もできなかった壮大な景観を与えている」と加えた。未来のドクターの死についてジェフリーは、「7分でこの番組の主役であるドクターが無情にも銃殺されたことで、イギリス国民の顎が下がった。このプロットの捻りは、シンプルに見事であり、何気ない視聴者でさえこの時点で腰掛けて注意を向けたに違いない」と述べた。また、ジェフリーはシリーズのレギュラーたちが最高の形であると確信し、加えて「エイミー・ポンドの人格の癪に障る多くの側面が今年は抑えられているように見え、カレン・ギランは今までで最も共感的な最高のパフォーマンスで答えている。アーサー・ダーヴィルも常に居るコンパニオンとして宣伝されるだけのことはある。彼の笑いのタイミングはシンプルに素晴らしいものだが、彼は本作のよりダークな瞬間にも長けている」と述べた。ジェフリーは本作に満点である星5つを与えた。

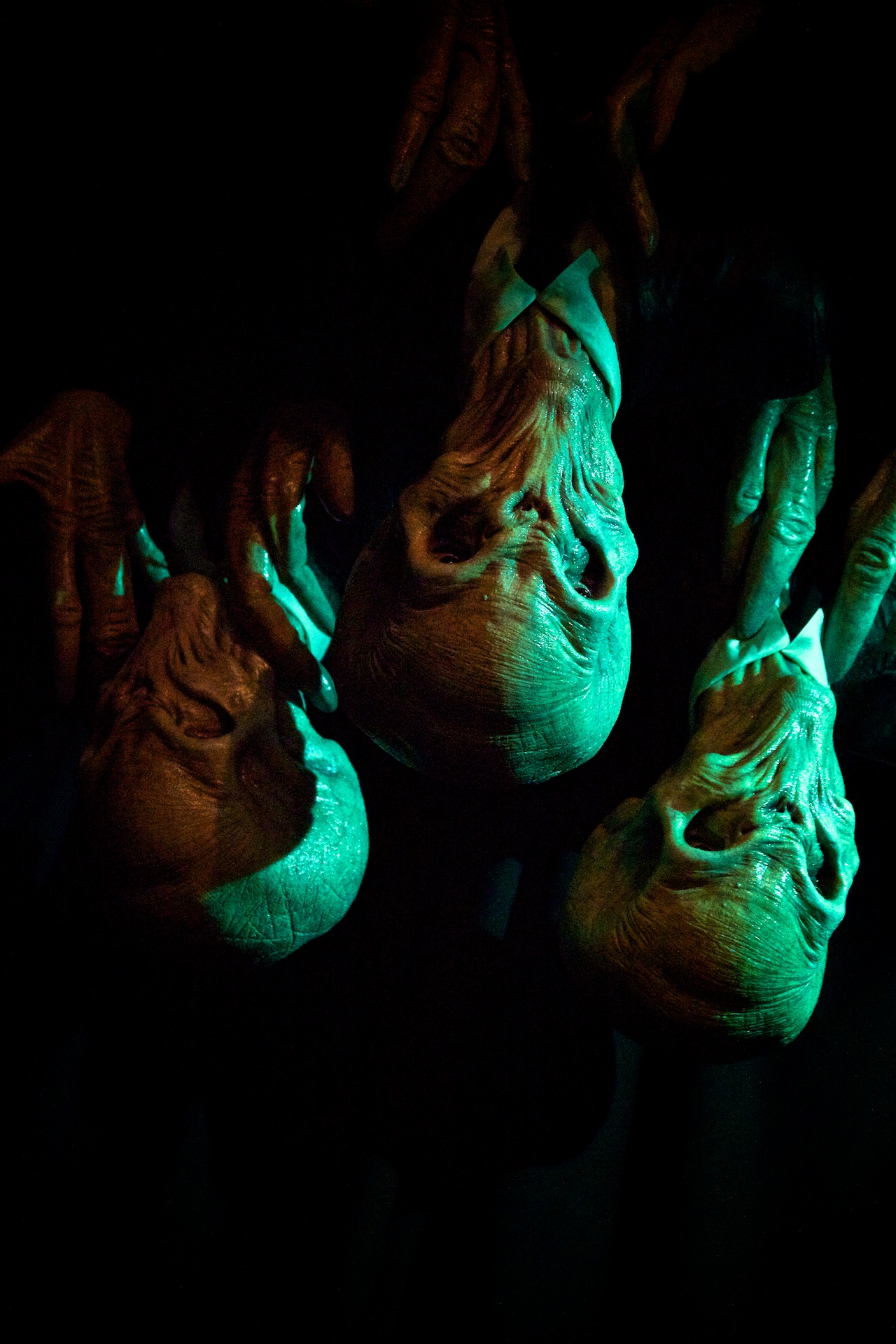
Doctor Who Experience にて、サイレンスの展示

デイリー・テレグラフのギャヴィン・フラーは本作が「2011年のシリーズの全班の素晴らしいスタートだ。エイミーが少女を撃ったかに見える衝撃的な終わり方は、どのように解決されるのか次週の結末が待ち遠しい」と述べ、サイレンスのコンセプトにも喜んだ。MTVのリック・マーシャルは「スティーヴン・モファットと『ドクター・フー』のスタッフがまたしても素晴らしいエピソードを提供してくれる」「壮大なクリフハンガーで多くのファンの頭は爆発するだろう」とも述べた。さらに、マーシャルは本作の敵性エイリアンが「恐怖の要因において嘆きの天使に挑戦している」と考えた。Den of Geek のサイモン・ブリューは本作が「『ドクター・フー』の成功した復活であり、信頼を得て、手掛かりとなる物語の繊維を夢中にさせるシリーズに投げかけている」と述べた。彼はカントン・デラウェア役のシェパードの演技やローリー役のダーヴィルの増した存在感を好んだほか、アメリカで撮影を行ったヘインズに賛辞の言葉を送り、イギリス人俳優がアメリカ流アクセントで演じようと試みた「ダーレク・イン・マンハッタン」から改善されていると述べた。メトロのトム・フィリップスは1969年のアメリカ合衆国という設定が美しく使われていたと述べ、サイレンスの気味の悪さにも喜んだ。しかし、彼は「本作に新規視聴者が慣れるのは少し難しいだろう」とも感じた。サンデー・ミラーのケヴィン・オサリヴァンは本作にさらに否定的であり、「理解するのが不可能」「SFオタクだけのためのものだ」と主張し、加えて「マット・スミスはパーティに何も新しいものをもたらさない派生的なドクターのままだった」と批判した。